# Synagoge (Mutzig)

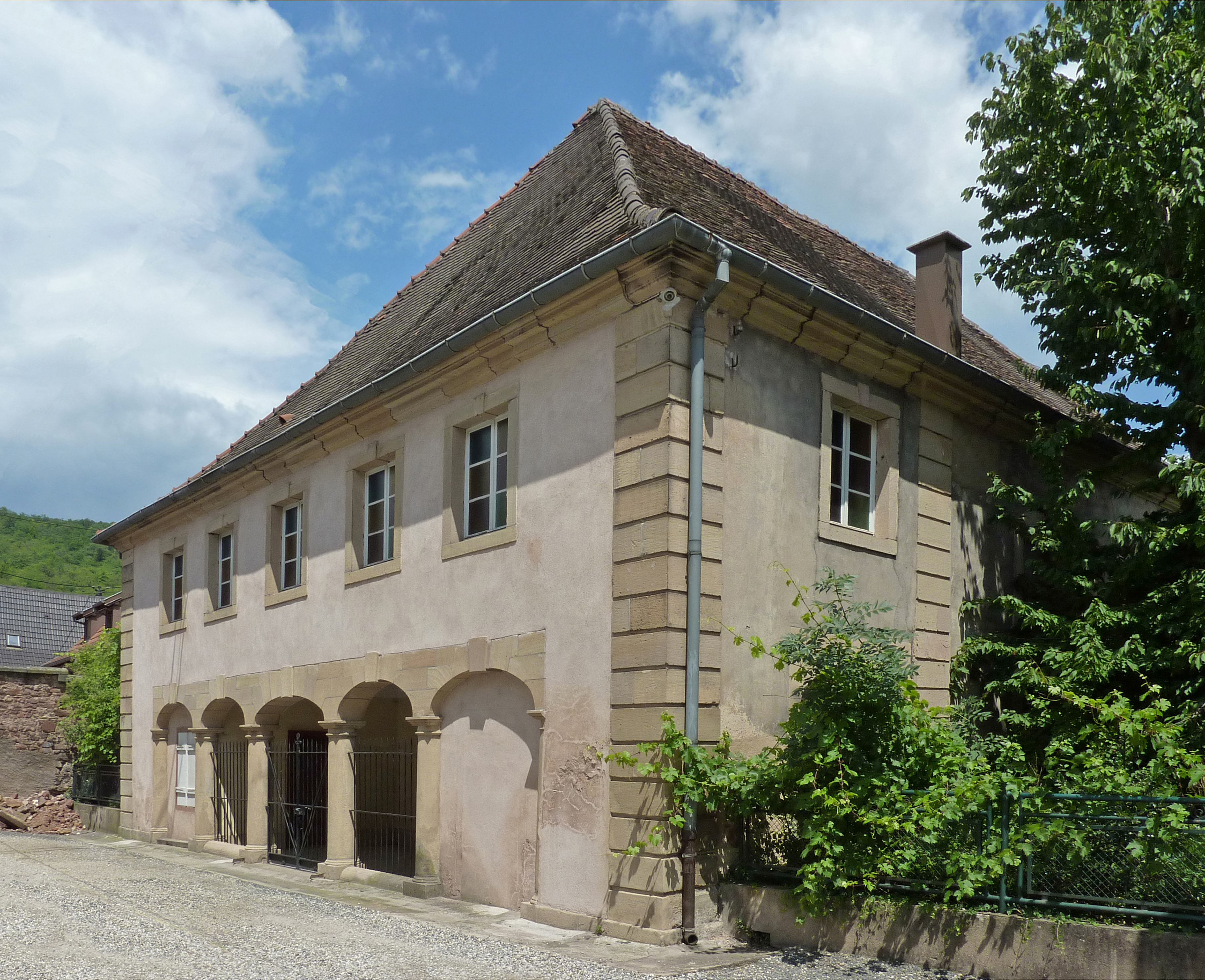
Synagoge von Mutzig, 2011

Die Synagoge in Mutzig, einer französischen Gemeinde im Département Bas-Rhin in der historischen Region Elsass, wurde 1787 erbaut. Die seit 1984 unter Denkmalschutz (Monument historique) stehende Synagoge befindet sich zwischen der Rue Haute und der Rue du 18 Novembre. In der Rue Haute umgibt eine hohe alte Mauer den Synagogenhof.

## Geschichte
Die Synagoge Mutzig und die Synagoge Pfaffenhoffen (1791 erbaut) sind die einzigen erhaltenen Synagogen im Elsass, die noch in der Zeit des Ancien Régime errichtet wurden. Mutzig war bis 1915 Sitz eines Rabbinats. Hier befand sich im 18. Jahrhundert das Rabbinatsgericht (Beth Din) der Juden aus dem Bistum Straßburg. Unter der deutschen Besatzung im Zweiten Weltkrieg wurde die Synagoge geplündert und in eine Reparaturwerkstatt umgewandelt. Seit 1984 steht die ehemalige Synagoge unter Denkmalschutz.